# Norrsjön (Seglora socken, Västergötland)
Norrsjön är en sjö i Borås kommun i Västergötland och ingår i Viskans huvudavrinningsområde.